# الفصول (طومسون)

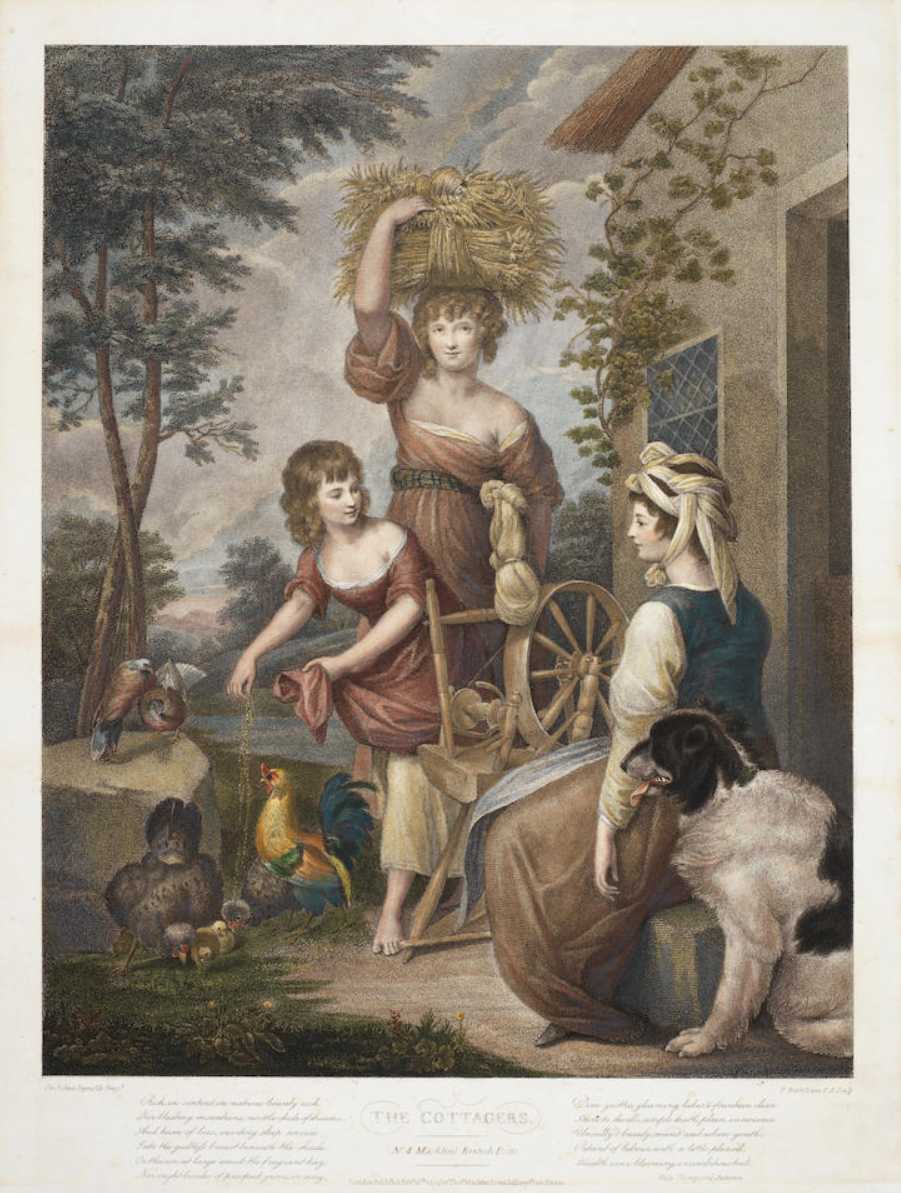
The Cottagers لجوشوا رينولدز استنادًا إلى قصيدة الخريف لطومسون.

الفصول هي سلسلة من أربع قصائد كتبها المؤلف الاسكتلندي جيمس طومسون. نُشر الجزء الأول، الشتاء عام 1726 وظهرت القصيدة مكتملة عام 1730.
كانت القصيدة مؤثرة للغاية ومحفزة لجوشوا رينولدز وجون كريستوفر سميث وجوزيف هايدن وتوماس جينزبورو وجي إم دبليو تورنر .

## سياق
تلقى طومسون تعليمه أولاً في مدرسة باريش في ساوثدين [الإنجليزية] ثم في مدرسة جيدبرغ غرامر وجامعة إدنبرة حيث كان عضوًا في النادي الأدبي "The Grotesques". نُشرت بعض قصائده المبكرة في أدنبرة المنوعة عام 1720. ذهب إلى لندن عام 1725 للبحث عن فرص أكبر، وأصبح مدرسًا لتوماس هاميلتون (الذي أصبح إيرل هادينغتون السابع) في بارنت. هناك كان قادرًا على بدء فصل الشتاء ، أول فصل من مواسمه الأربعة.